# Malý Chlum (Boskovická brázda)
Malý Chlum je výrazná svědecká hora v Boskovické brázdě v okrese Blansko, přezdívaná též "Moravský Říp". Je tvořena opukou, která se těžila v lomu na východním svahu. Vrchol se nachází ve výšce 489 m n. m. V těsném sousedství se nalézající Velký Chlum je nižší (464 m n. m.).

## Hradiště
Na vrcholové plošině se rozkládalo halštatské hradiště, s původní rozlohou 1,5 ha. Lokalita je dnes zčásti zničena kamenolomem. Poprvé osídlili lidé Malý Chlum v pozdní době kamenné (eneolitu), nejspíše to byli nositelé jevišovické kultury. Významnější je pak osídlení lidu lužických popelnicových polí, který zde vybudoval hradisko - nejprve na přelomu doby bronzové a železné (9./8. stol. př. n. l.), opevněné podle stávajících poznatků náspem z kamene a hlíny, a znovu pak v závěru starší doby železné (doby halštatské, 6. stol. př. n. l.), kdy ke hradisku patřila zřejmě neopevněná osada na úpatí vrchu s doklady řemeslné výroby.

## Rozhledna

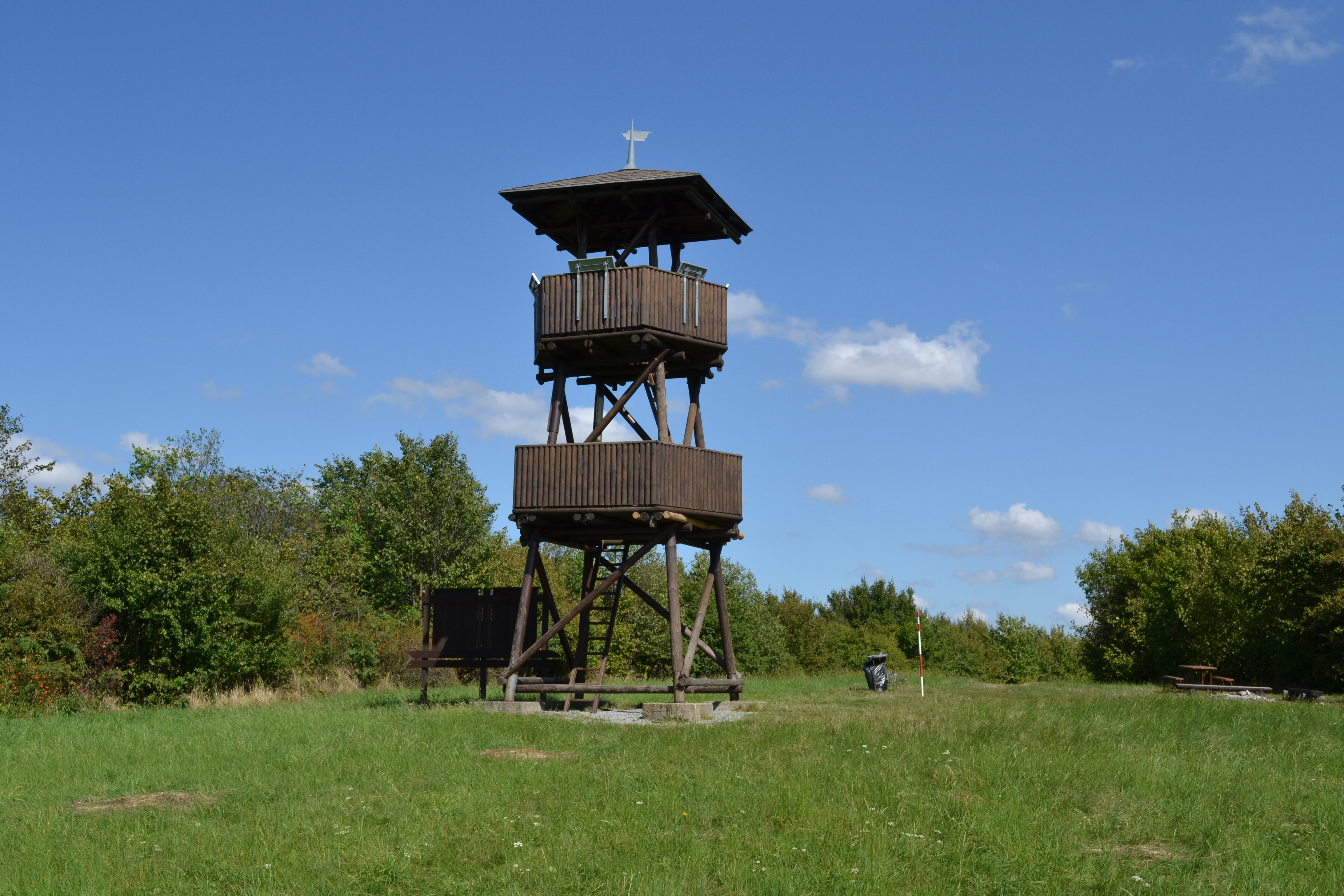
Rozhledna Malý Chlum

Na vrcholu stojí 10 m vysoká rozhledna Malý Chlum, postavená v roce 2005; od 1. března 2024 je však uzavřená. Stavba je celodřevěná, má dvě šestiboké vyhlídkové plošiny, vyšší z nich asi v 7 metrech. Za dobré viditelnosti bylo možné spatřit Praděd v Jeseníkách, Králický Sněžník a Orlické hory.

## Přístup
Vrch se nachází v katastru obce Krhov. Na Malý Chlum vede červená turistická značka, a to z Lysic (4,5 km), z opačné strany od železniční stanice Doubravice nad Svitavou přes Oboru a Huť Svaté Antonie (3,5 km). Motoristé mohou zaparkovat přímo v Huti Sv. Antonie a zbývající 1 km po červené ujít pěšky kolem lomu. Rozhledna bývala přístupná celoročně zdarma, od 1. března 2024 je však vzhledem k havarijnímu stavu uzavřena a přístupové žebříky jsou odstraněny. Rozsah poškození je značný a pravděpodobně ji čeká demolice.